# 李明勳
李明勳（1969年9月14日—），朝鮮籃球運動員。他有個英文名字“迈克尔”（Michael），是因为他崇拜美国篮球明星迈克尔·乔丹的缘故。
出生於咸鏡南道高原郡。其2.35米的身高曾打破當時的世界金氏世界紀錄，而且至今仍被認為是朝鲜最高的人。曾多次代表朝鮮男籃參加國際比賽，曾獲選第十九屆瓊斯杯男籃明星球員。1997年朝鮮計劃讓李明勳進軍美國職業籃球聯賽，後未能成行。
2014年1月7日，李明勳會見前NBA球員丹尼斯·羅德曼。